# Botxí garser
El botxí garser (Urolestes melanoleucus) és un ocell de la família dels Lànids (Laniidae), única espècie del gènere Urolestes, si bé en el passat se l'ha inclòs al gènere Corvinella.

## Hàbitat i distribució
Habita sabanes amb acàcies des del sud d'Angola, sud de Zàmbia, Tanzània i sud-oest de Kenya, Zimbabwe i Moçambic fins al centre de Namíbia, Botswana i nord-est de Sud-àfrica al nord de la Província del Cap, Transvaal, oest d'Estat Lliure d'Orange i nord del Natal.